# Mara Moser
Mara Moser (* 2. Juli 1992) ist eine schweizerische Politikerin der SP aus Starrkirch-Wil.
Die Hochbauzeichnerin war 2013 als einzige SP-Vertreterin in den Gemeinderat von Niedergösgen gewählt worden. Anfang 2016 trat sie enttäuscht vom Umgang miteinander im Gremium zurück.
Ein Jahr später rückt Moser für Susanne Schaffner in den Kantonsrat (Solothurn) nach. Das dort jüngste Mitglied befasste sich dabei bis 2021 allgemein mit Bildungsthemen.
Nach ihrer Tätigkeit als Politikerin machte sie sich mit einem Architektur- und Bauleitungsbüro selbständig. In ihrer Freizeit betreibt Moser Motorradrennsport.